# Muchachitas (canción)
"Muchachitas" es una canción escrita por la cantante, actriz y compositora Lorena Tassinari, para la telenovela Muchachitas (1991), y para su remake Muchachitas como tú (2007).

## Muchachitas
La canción fue utilizada por primera vez como el tema musical de la telenovela mexicana producida por Emilio Larrosa para Televisa, en 1991.
La canción fue presentada en el LP de Lorenna Tassinari llamado Algo Que Decir, lanzado el 28 de abril de 1991 bajo el sello de RCA International..
Para el año de 1995, fue lanzada en el álbum TV y Novelas, junto a otros temas de telenovelas de Televisa, bajo el sello Fonovisa.

## Muchachitas como tú
En el 2007, la cantante y actriz mexicana Belinda graba la canción como tema principal la telenovela Muchachitas como tú, remake de la telenovela de 1991.
Existen dos versiones de la canción cantada por Belinda, versión pop (la utilizada en la entrada de la telenovela) y la versión rock. Ambos temas aparecen en el álbum de la telenovela titulado Muchachitas como tú: La música original de la telenovela.

### Versiones
- Muchachitas (Pop Version)
- Muchachitas (Rock Version)